# Inner Worlds
Inner World è il sesto album della Mahavishnu Orchestra pubblicato nel 1976 dalla Columbia.

## Tracce
1. All in the Family – 6:01
2. Miles Out – 6:44
3. In My Life – 3:22
4. Gita – 4:28
5. Morning Calls – 1:23
6. The Way of the Pilgrim – 5:15
7. River of My Heart – 3:41
8. Planetary Citizen – 2:14
9. Lotus Feet – 4:24
10. Inner Worlds Pts. 1 & 2 – 6:33

## Formazione
- John McLaughlin - chitarra, voce
- Stu Goldberg - organo, piano, tastiere, voce, clavinet, minimoog
- Ralph Armstrong - basso
- Narada Michael Walden - percussioni, piano, conga, tamburi, marimba, voce, timpani, shaker